# Idu na grozu
Idu na grozu (Иду на грозу) è un film del 1965 diretto da Sergej Mikaėljan.